# William Gilbert
William Gilbert (Colchester, 24. svibnja 1544. - London, 30. studenog 1603.), engleski fizičar i liječnik. Pionir istraživanja magnetizma i električnih pojava. Glavno mu je djelo o magnetizmu, odnosno Zemlji kao magnetu i o magnetskim silama između nebeskih tijela. Utvrdio kako se još u antičkoj Grčkoj znalo da jantar nakon trljanja privlači sitne čestice. Tvari koje pokazuju slične pojave nazvao je električnima, prema grčkom nazivu elektron za jantar, od čega su nastali nazivi elektricitet, elektrika i drugi. Bio je pristaša Kopernikova heliocentričnog nauka, a svojim shvaćanjima o magnetizmu i električnim pojavama snažno utjecao na znanost u 18. stoljeću, posebno na J. Keplera, G. Galileija i O. von Guerickea.
William Gilbert je bio engleski dvorski liječnik Elizabete I. i Jakova I. i filozof prirodnjak, poznat po svojim radovima u oblastima magnetizma i elektriciteta. 
Poslije završetka studija Gilbert je prakticirao kao liječnik u Londonu a kasnije postaje dvorski liječnik Elizabete I. Gilbert se interesirao između ostalog i za fizičke studije i njega se smatra osnivačem znanosti o magnetizmu i elektricitetu. Otkrio je elektromagnetsku indukciju a u svom poznatom djelu De Magnete, Magneticisque Corporibus, et de Magno Magnete Tellure (1600.) udario je temelje znanosti o magnetizmu Zemlje. U istom djelu Gilbert je obradio i električne pojave objavljujući teoriju o prirodi elektriciteta. Čak i sam naziv elektricitet potječe od Gilberta. Gilbert je izveo svoje pokuse na modelu Zemlje zvanom terrella. Uz pomoć pokusa dolazi do zaključka o postojanju Zemljinog magnetizma, i da je magnetizam zaslužan zato što kompas pokazuje prema sjeveru. Prije njega se vjerovalo da je zvijezda Sjevernjača uzrokovala smjer pokazivanja kompasa. U knjizi je opisao i statički elektricitet, koristeći jantar; jantar se na grčkom zove elektron i Gilbert se zbog toga odlučio nazvati tu silu ”električnom silom”. Umro je 1603., u dobi od 59 godina vjerojatno od posljedica kuge.

## Magnetizam u srednjem vijeku
U 13. stoljeću utvrđeno je da i željezo postaje magnetično ako se preko njega prelazi drugim magnetom. Tako nastaju umjetni magneti. Magneti mogu biti različitih oblika. Najčešće su u obliku igle, štapića i potkove. Petrus Peregrinus prvi je u Europi (1269.) detaljnije opisao navigaciju s pomoću magnetne igle. William Gilbert (1600.) otkrio je magnetizam Zemlje, a Charles-Augustin de Coulomb postavio je 1785. zakon o privlačenju i odbijanju magnetnih polova. Do početka 19. stoljeća smatralo se da električne i magnetske pojave nisu povezane. Epohalno je otkriće danskog fizičara Hansa Christiana Ørsteda, koji je (1820.) utvrdio da električna struja djeluje na magnetnu iglu. Pet godina poslije André-Marie Ampère otkrio je zakon o silama među vodičima kojima teče električna struja. Tada je konstruiran i prvi elektromagnet. Oko 1830. Michael Faraday, Joseph Henry i Heinrich Lenz otkrili su elektromagnetsku indukciju i njezine zakonitosti, a James Clerk Maxwell je 1873. sjedinio Ørstedove i Faradayeve spoznaje u zaokruženu cjelinu električnih i magnetskih pojava.

## Povijest elektrostatike
Prvi je Tales iz Mileta (600 pr. Kr.) pisao da jantar (grč. ἤλεϰτρον, ḗlektron), kada se tare, privlači sitne čestice tvari, a W. Gilbert otkrio je da i druge tvari, a ne samo jantar, imaju električno svojstvo. Pojavu električnoga odbijanja prvi je 1672. opazio Otto von Guericke, a 1663. konstruirao je prvi elektrostatički stroj na trenje. Razliku među vodičima i izolatorima otkrio je Stephen Gray. Francuski kemičar C. F. C. du Fay utvrdio je 1734. različitost električnog naboja nastalog trljanjem stakla od naboja nastalog trljanjem smole, a G. Ch. Lichtenberg nazvao je pozitivnim električni naboj nastao trljanjem stakla. Oko 1747. B. Franklin konstatirao je da se pri trenju stvaraju uvijek jednake količine pozitivnog i negativnog električnog naboja. Istraživanjem sila koje djeluju među električnim nabojima bavili su se H. Cavendish i J. Priestley, a zakon o ovisnosti privlačne ili odbojne sile o nabojima i udaljenosti među nabojima, a osnovi pokusa formulirao, Ch. A. de Coulomb, pa se po njemu mjerna jedinica električnog naboja naziva kulon (C).